# The Whirr of the Spinning Wheel
The Whirr of the Spinning Wheel è un cortometraggio muto del 1914 diretto da Frank Wilson.

## Trama
Una giovane paesana fugge di casa con un ricco mascalzone ma poi torna a casa dal fabbro del villaggio.

## Produzione
Il film fu prodotto dalla Hepworth.

## Distribuzione
Distribuito dalla Hepworth, il film - un cortometraggio in due bobine - uscì nelle sale cinematografiche britanniche nel gennaio 1914. Negli Stati Uniti, fu distribuito il 27 luglio dello stesso anno.
Si conoscono pochi dati del film che, prodotto dalla Hepworth, fu distrutto nel 1924 dallo stesso produttore, Cecil M. Hepworth. Fallito, in gravissime difficoltà finanziarie, il produttore pensò in questo modo di poter almeno recuperare il nitrato d'argento della pellicola.